# 太田宿 (中山道)

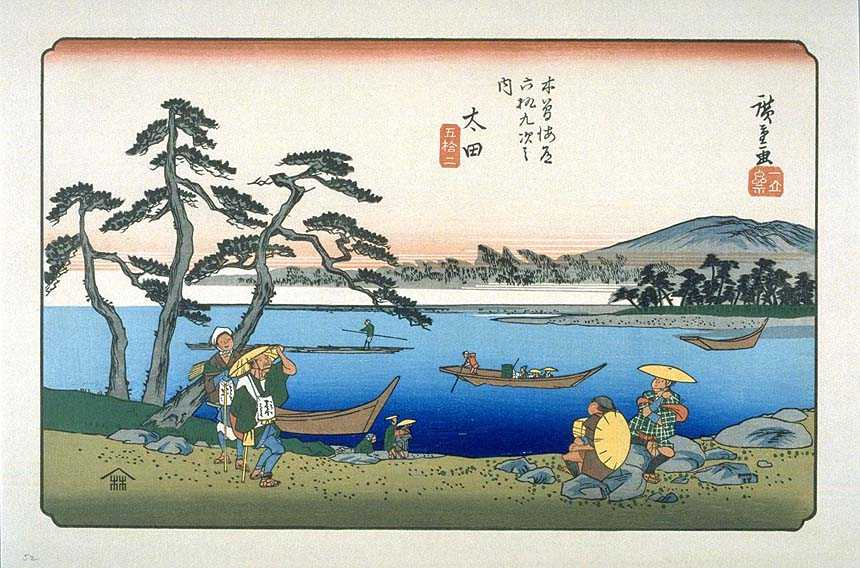
歌川広重「木曽海道六十九次・太田」

太田宿（おおたじゅく）は、中山道51番目の宿場（→中山道六十九次）。美濃国加茂郡太田村（現・岐阜県美濃加茂市）に存在した。
太田の渡しは、中山道の難所の1つであった。現在も宿場町の面影を残している。

## 概略
- 尾張藩領（1843年）
- 人口：505人
- 家数：108軒
- 本陣：1軒
- 脇本陣：1軒
- 旅籠：20軒

## 最寄り駅
- JR高山本線・太多線 美濃太田駅
- 長良川鉄道越美南線 美濃太田駅

## 史跡・みどころ
- 太田の渡し場跡

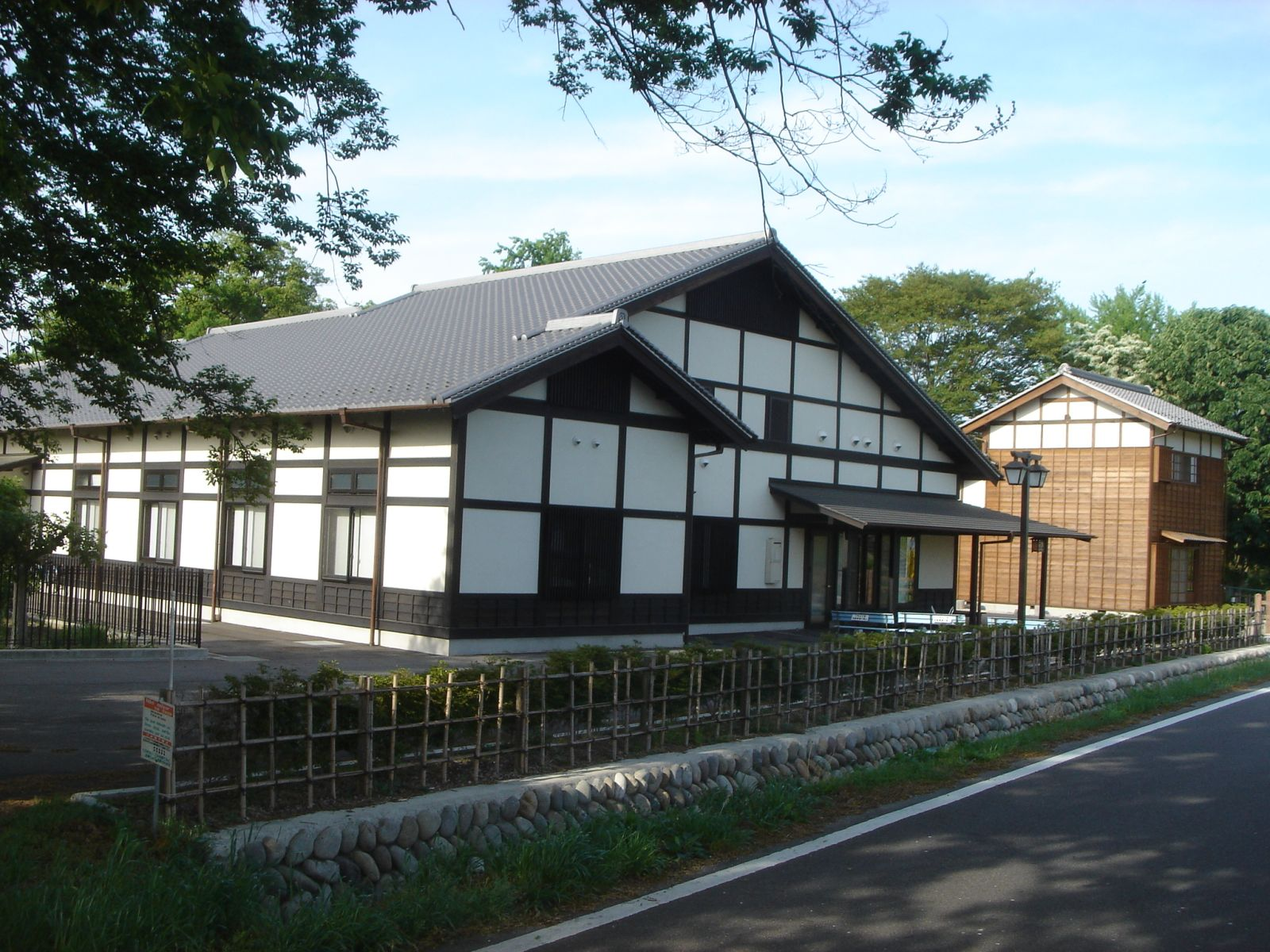
太田宿中山道会館

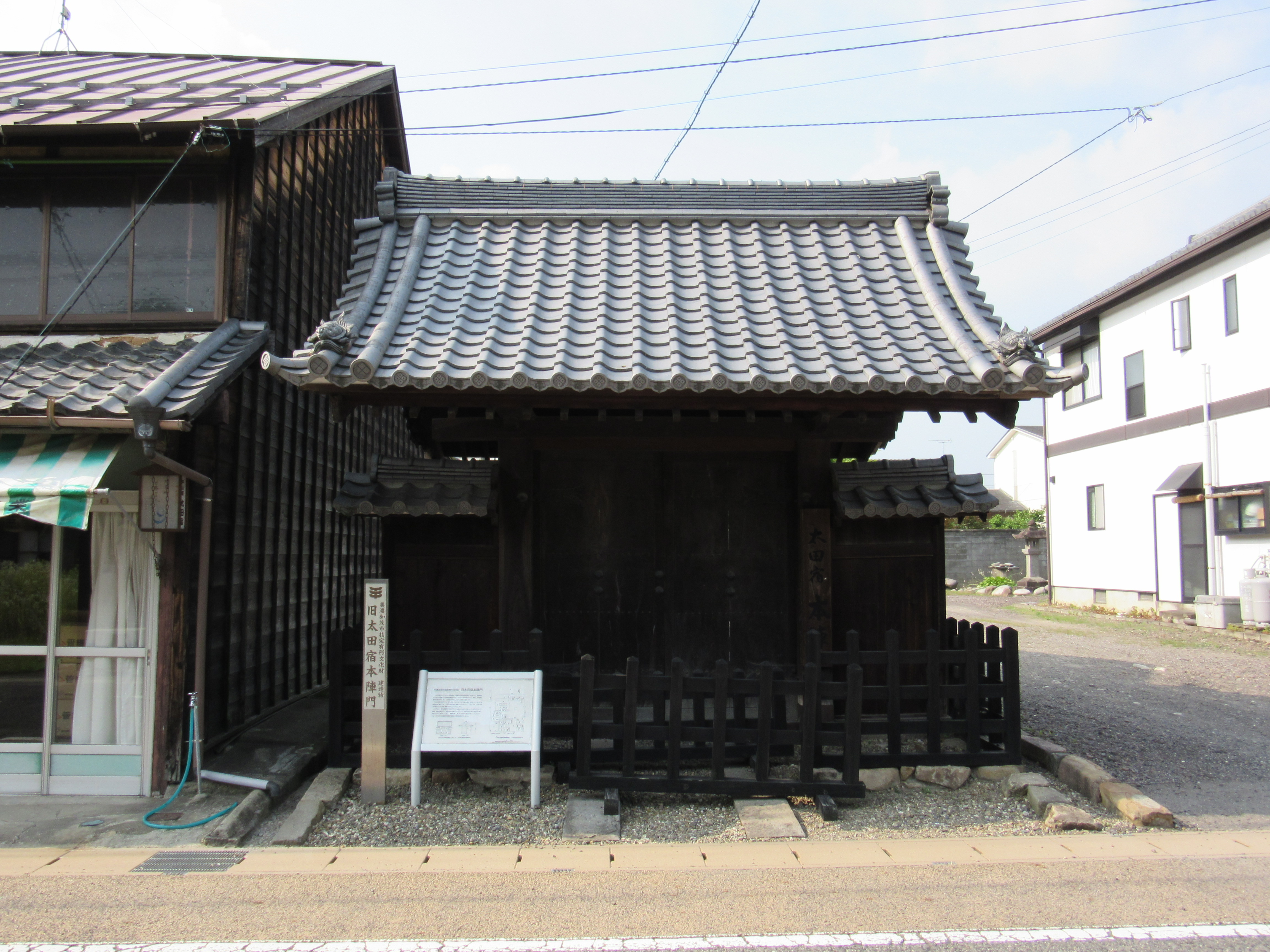
太田宿本陣門

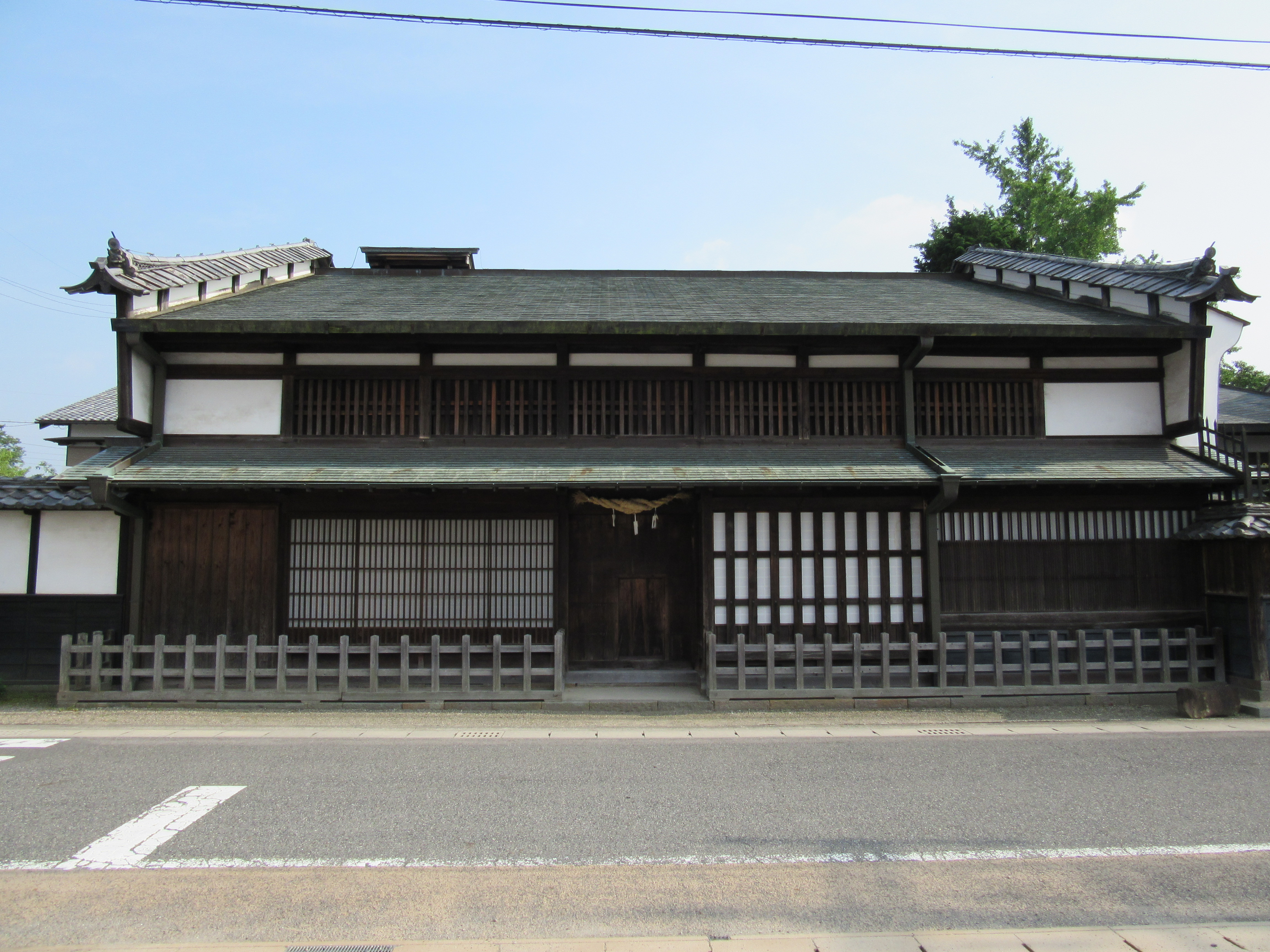
脇本陣林家住宅

  - 1927年に太田橋が架かるまでは今渡の船着場との間に渡し船が通っていた。
- 脇本陣林家住宅（国の重要文化財）　個人宅につき非公開。
- 本陣門
- 太田宿中山道会館
- 坪内逍遙ゆかりのムクノキ

鵜沼宿までの史跡・みどころ
- 日本ラインロマンチック街道
- 行幸（みゆき）公園
- 岩谷観音
- うとう峠
  - うとう坂の一里塚跡
- 日本ラインうぬまの森

## ゆかりの人々
- 福田太郎八 - 太田宿本陣福田家第18代当主、太田村庄屋、名望家。
- 坪内逍遙 - 尾張藩太田代官所の手代の末子として誕生し、幼年期を過ごす。
- 板垣退助 - 1882年4月4日、脇本陣林家に宿泊した翌日、岐阜で暴漢に襲われた。

## 隣の宿
中山道
伏見宿 - 太田宿 - 鵜沼宿